# Back to the Bars
Albums de Todd Rundgren
Hermit of Mink Hollow
(1978) Healing
(1981)
Back to the Bars est un double album live de Todd Rundgren sorti en 1978.
Il provient d'une série de concerts donnés dans trois salles différentes : le Bottom Line (en) de New York, le Roxy de Los Angeles et l'Agora (en) de Cleveland. De nombreux invités y apparaissent, parmi lesquels Spencer Davis, Stevie Nicks ou Daryl Hall et John Oates.
La pochette est l'œuvre du studio Hipgnosis.

## Titres
Toutes les chansons sont écrites et composées par Todd Rundgren, sauf mention contraire.
| 1. | Real Man                | 4:47 |
| 2. | Love of the Common Man  | 4:25 |
| 3. | The Verb "To Love"      | 8:00 |
| 4. | Love in Action          | 3:44 |
| 5. | A Dream Goes On Forever | 2:42 |

| 1. | Sometimes I Don't Know What to Feel | 4:13 |
| 2. | The Range War                       | 2:56 |
| 3. | Black and White                     | 5:34 |
| 4. | The Last Ride                       | 6:03 |
| 5. | Cliché                              | 4:12 |
| 6. | Don't You Ever Learn?               | 5:53 |

| 1. | Never Never Land                                                                  | Betty Comden, Adolph Green, Jule Styne                                                  | 2:50  |
| 2. | Black Maria                                                                       |                                                                                         | 5:41  |
| 3. | Zen Archer                                                                        |                                                                                         | 5:43  |
| 4. | Medley: I'm So Proud / Ooh Baby Baby / La-La (Means I Love You) / I Saw the Light | Curtis Mayfield / Smokey Robinson, Pete Moore / Thom Bell, William Hart / Todd Rundgren | 11:09 |

| 1. | It Wouldn't Have Made Any Difference | 4:27 |
| 2. | Eastern Intrigue                     | 5:43 |
| 3. | Initiation                           | 6:49 |
| 4. | Couldn't I Just Tell You             | 4:05 |
| 5. | Hello It's Me (en)                   | 4:27 |

## Musiciens
- Todd Rundgren : chant, guitare, piano sur A Dream Goes On Forever

Sur les faces 1 et 4, le groupe d'accompagnement se compose de :
- Roger Powell : claviers, synthétiseurs, chœurs
- Kasim Sulton : basse, chœurs
- Willie Wilcox : batterie, chœurs

Sur les faces 2 et 3, le groupe d'accompagnement se compose de :
- Greg Geddes : chant, chœurs
- Moogy Klingman (en) : piano
- Bobby Sedita : guitare rythmique, saxophone, chœurs
- John Siegler : basse
- N. D. Smart (en) : batterie sur The Range War, chœurs
- Larry Tasse : synthétiseurs, chœurs

Invités :
- Spencer Davis : harmonica sur The Range War
- Ralph Schuckett (en) : orgue sur Medley: I'm So Proud / Ooh Baby Baby / La-La (Means I Love You) / I Saw the Light
- Rick Derringer : guitare sur Hello It's Me
- Stevie Nicks, Daryl Hall, John Oates, Kasim Sulton, Spencer Davis : chœurs sur Hello It's Me